# Eutropis quadricarinata
Eutropis quadricarinata är en ödleart som beskrevs av  George Albert Boulenger 1887. Eutropis quadricarinata ingår i släktet Eutropis och familjen skinkar. Inga underarter finns listade i Catalogue of Life.